# Polyalthia odoardi
Polyalthia odoardi este o specie de plante din genul Polyalthia, familia Annonaceae, descrisă de Friedrich Ludwig Diels. Conform Catalogue of Life specia Polyalthia odoardi nu are subspecii cunoscute.